# اتوبوس کیهین کیوکو
اتوبوس کیهین کیوکو (انگلیسی: Keihin Kyuko Bus) یک شرکت اتوبوسرانی در گروه کیکیو است که در ۱۰ آوریل ۲۰۰۳ برای به ارث بردن همه مشاغل بخش اتوبوسرانی شرکت راه‌آهن کیکیو تأسیس شد.